# 徐淡
徐淡（越南语：／；1862年—1936年），越南阮朝官員。

## 生平
徐淡是河內省常信府上福縣河洄總溪洄社（今屬河內市常信縣河洄社溪洄村）人，嗣德十五年（1862年）出生。成泰六年（1894年），徐淡參加河南場鄉試，考中舉人。次年（1895年），徐淡會試中格，庭試考中進士。徐淡与弟弟徐涉鄉試、會試都是同榜，一時傳為佳話。
成泰八年（1896年），徐淡出任多福知府。成泰十一年（1899年），改任春長知府。成泰十二年（1900年），徐淡隨武光玡出訪法國，參加巴黎世博會。回國後升南定督學。成泰十四年（1902年），升廣安按察使。成泰十八年（1906年），調任南定按察使。維新二年（1908年），調任福安按察使。維新四年（1910年），調任寧平按察使，後升寧平巡撫。維新八年（1914年），改調北江巡撫。啟定四年（1919年），改調寧平巡撫。啟定六年（1921年），以巡撫銜署理海陽總督。次年（1922年），實授海陽總督。啟定九年（1924年），徐淡因年老致事，後升協佐大學士致事。
保大十一年（1936年），徐淡在家去世，壽七十五歲。

## 作品
徐淡著有《覽西紀略》，記載1900年訪問法國的經過。